# Wiebke Bolduan
Wiebke Bolduan (* 1994 in Thüringen) ist eine deutsche Comic-Künstlerin und Illustratorin, die in Hamburg lebt und arbeitet. Für ihre Abschlussarbeit Warnebi wurde sie 2022 mit einem GINCO Award geehrt. Als einer der ersten Titel der Reihe Shorts vom MamiVerlag erschien im gleichen Jahr Gedanken über Gedanken.

## Leben und Werk
Wiebke Bolduan wurde 1994 in der Nähe von Eisenach geboren. Sie zeichnet bereits seit ihrer Kindheit eigene Geschichten und Comics, was für sie einen wichtigen Ort darstellte, ihre Fantasie auszuleben und sich zurückzuziehen. Als Heranwachsende las sie unter anderem gerne Manga. Sie studierte Illustration an der Hochschule für Angewandte Wissenschaften Hamburg (HAW) und verbrachte ein Semester in Viborg, Dänemark, wo sie bei The Animation Workshop Zeichenunterricht nahm. Im Januar 2022 schloss sie ihr Studium mit einem Bachelor ab. Laut Bolduans eigenen Angaben waren Comics schon immer ihre bevorzugte Art, Geschichten zu erzählen, und stellen für sie immer noch einen wichtigen Rückzugsort und Halt dar. Sie möchte in ihren Werken „Leichtigkeit mit Schwere und Humor mit Sensibilität“ verbinden, sie sehe aber auch den Reiz, eigene Gedanken und Fragen zum Ausdruck bringen zu können. Dementsprechend stecke in ihren Geschichten auch viel Persönliches. Zur Inspiration versucht sie regelmäßig spazieren zu gehen; unterwegs fertigt sie Skizzen von Menschen und Orten an.
Seit 2019 ist sie Mitglied des Organisationsteams für das Comicfestival Hamburg. Im Jahr 2020 brachte sie ihren Comic About a Koi im Selbstverlag heraus. Ein mit seinem Leben ziemlich unzufriedener Koi lässt sich auf zwei hinterlistige Drachen ein, um seinem Schicksal zu entkommen. Zu dem Hochschulprojekt Mein Gender ist der einsamste Cowboy im Wilden Westen steuerte Bolduan 2021 die Geschichte Obenrum bei. Die Macher Aaron Meyer und Noëlle Kröger legten elf Comic-Künstlern einen selbstverfassten Fragenkatalog vor. Mit Hilfe der Antworten erstellten die beiden individuelle Steckbriefe, die sie den Künstlern gaben, zusammen mit der Aufgabe, die Figuren in den Comics mit Geschlechternormen zu konfrontieren. Das Projekt wurde durch die Fakultät Design, Medien und Information der HAW finanziell unterstützt und erhielt den Karl H. Ditze Förderpreis.
Im Rahmen der begleitenden Gruppenausstellung zum Hamburger Literaturpreis 2021 im Bereich „Comic“, die die Hamburger Behörde für Kultur und Medien in Zusammenarbeit mit dem Comicfestival Hamburg ab dem 30. September bis zum 2. Oktober 2022 ausrichtete, waren unter anderem Arbeiten von Bolduan als „weitere herausragende Einsendungen des Jahrgangs“ zu sehen. Prämiert wurde der Comic okcupid4 von Helena Baumeister. Ihre Abschlussarbeit Warnebi veröffentlichte Bolduan 2022 ebenfalls im Selbstverlag. Die titelgebende „Pinke Lagune“ Warnebi ist eine lokale Touristenattraktion. Anders ist Angestellter des örtlichen Geschäfts für Souvenirs, das seinen Lebensmittelpunkt darstellt. Weil er nicht recht mit seinem Dasein zufrieden ist, besucht er Life-Coach Nille. Dabei stehen ihm Alltagsprobleme und seine eigene Unbeholfenheit im Weg. Bolduan setzt ihre reduzierten Zeichnungen mit einem lockeren Strich um. Bei der Kolorierung beschränkt sie sich auf die Farben Pink für den Souvenirladen und Türkis für die übrigen Kulissen. Bolduan stellte Warnebi unter anderem beim Indiecon Festival und Comicfestival Hamburg vor. Bei ersterem als Teil der Künstlergruppe „Comicgeheimclub“, für letzteres im Rahmen einer Lesung gemeinsam mit anderen Comic-Künstlern in der Zentralbibliothek in Hamburg. Ebenfalls im Jahr 2022 erschien Gedanken über Gedanken beim MamiVerlag als eine der ersten Ausgaben für die Heftreihe Shorts, in der seit Herbst 2022 Bildessays unterschiedlicher Zeichner vorgestellt werden. Bolduan setzt sich darin mit der täglichen Herausforderung im Umgang mit den eigenen Gedanken auseinander.
Auf den 11. Hamburger Graphic Novel Tagen vom 13. bis 16. März 2023 fand im Literaturhaus Hamburg erstmals ein Werkstattgespräch nur mit Absolventen der HAW statt, das von Sascha Hommer und Andreas Platthaus moderiert wurde. Neben Bolduan mit Viktoria Aal präsentierten noch Noëlle Kröger und Ika Sperling ihre bei Reprodukt anstehenden (Debüt-)Comics. Im Mittelpunkt der Geschichte steht ein rätselhaftes Buch und der damit verbundene Hype rund um die (fiktive) Person Viktoria Aal. Wie bereits in Warnebi spielt das Meer eine zentrale Rolle, weil es für Bolduan „einfach ein Ort ist, an den ich mich gern denke“. Das Meer als Motiv verleite sowohl zu Fantastischem als auch Kitsch, mit beiden Themen spiele die Künstlerin gerne. Durch die auftretende Figur der Meerjungfrau sollen zum einen popkulturelle Strömungen betrachtet werden, anderseits besteht sie in der einfachen Definition als fantastisches Wasserwesen. Viktoria Aal erschien im Februar 2024.
Bolduan lebt und arbeitet in Hamburg.

## Veröffentlichungen (Auswahl)
- About a Koi. Selbstverlag, Hamburg 2020.
- Krasser Specht & Coole Socke. Kurzcomic in Polle #4 Kindercomic-Magazin, Deisenhofen 2021, ISBN 978-3-9822850-0-9.
- Obenrum. Kurzcomic in Mein Gender ist der Einsamste Cowboy im Wilden Westen, Selbstverlag, Hamburg 2021.
- Warnebi. Selbstverlag, Hamburg 2022.
- Gedanken über Gedanken. Kurzcomic, MamiVerlag, Hamburg 2022, ISBN 978-3-948951-05-4.
- Viktoria Aal. Reprodukt, Berlin 2024, ISBN 978-3-95640-403-0.

## Auszeichnungen
About a Koi zählte 2021 zu den nominierten Titeln für den GINCO Award in der Kategorie „Bester Kurzcomic“.
Im Jahr 2022 erhielt Warnebi einen GINCO Award als „Bester Comic im Selbstverlag“. Schon im Einstieg schaffe es Bolduan „zielgenau“, ein „wunderbares Bild der Monotonie des Lebens von Anders zu zeigen“. Weiterhin hält die Jury fest, der Comic sei ein „echtes Juwel“, dessen „Zeichenstil […] locker und reduziert aber zugleich messerscharf präzise“ ausfalle. Sie erzähle auf „humorvolle Art und Weise“ und zeige „eine glaubhafte, lebendige Welt in der glaubhafte, lebendige Charaktere wohnen.“
Für Viktoria Aal gewann sie im Jahr 2024 den ICOM Independent Comic Preis in der Kategorie „Bester Independent Comic – Verlagsveröffentlichung“. Nikolaus Gatter hält für die Jury fest, Bolduan habe eine „anrührende, humorvolle Coming-of-age-Geschichte gestaltet“. Das „komplexe Erzählwerk“ setze sie in „zart blau-grün kolorierten, schwungvollen Zeichnungen“ um.